# Плоцько
Плоцько (пол. Płocko, нім. Plötzig) — село в Польщі, у гміні Кемпиці Слупського повіту Поморського воєводства.
Населення — 187 осіб (2011).
У 1975-1998 роках село належало до Слупського воєводства.

## Демографія
Демографічна структура станом на 31 березня 2011 року:
|          | Загалом | Допрацездатний вік | Працездатний вік | Постпрацездатний вік |
| -------- | ------- | ------------------ | ---------------- | -------------------- |
| Чоловіки | 104     | 22                 | 75               | 7                    |
| Жінки    | 83      | 18                 | 47               | 18                   |
| Разом    | 187     | 40                 | 122              | 25                   |